# 明斯維爾 (密蘇里州)
明斯維爾（英語：Mingsville）是位於美國密蘇里州賴特縣的鬼鎮。

## 歷史
明斯維爾的郵局於1871年設立，其後於1918年停運。

## 地理
明斯維爾所處的海拔為高於海平面335米（即1099英呎），而該地所採用的時區為UTC-6，即北美中部時區（CST）。同時該地設有夏令時間，為UTC-6調快一小時，即UTC-5（CDT）。